# Сага об Ароне сыне Хьёрлейва
«Сага об Ароне сыне Хьёрлейва» — произведение исландской средневековой литературы, по ряду признаков близкое к «сагам об исландцах». Она была записана в начале XIV века, а её действие происходит в первой половине XIII века. Главный герой, Арон сын Хьёрлейва, в одиночку борется со Стурлунгами — самым могущественным семейством Исландии. Исследователи отмечают, что эта сага могла повлиять на «Сагу о Гисли» и «Сагу о Греттире», а также испытать обратное влияние.

## Сюжет
Главный герой саги, Арон сын Хьёрлейва, родился приблизительно в 1200 году в семье исландского бонда. Начиная с 1221 года он активно участвовал во внутриисландских распрях, поддерживая епископа Гудмунда против Стурлунгов — самой могущественной в то время семьи в стране. В 1222 году Арон был объявлен вне закона без права выезда. Он долго скрывался, одерживая победу во всех случайных стычках со сторонниками Стурлунгов и заслужив таким образом репутацию храброго воина. В 1225 году Арон смог переправиться в Норвегию, где он некоторое время служил в дружине ярла Скуле Баардсона. После паломничества в Иерусалим Арон обосновался в Бергене. Он совершил несколько поездок в Исландию, был там реабилитирован, а в 1255 году умер в Бергене от болезни.
«Сага об Ароне сыне Хьёрлейва» занимает промежуточное положение между «родовыми сагами» и «сагами о современных событиях». Её действие происходит не в «век саг», а существенно позже, так что она примыкает к сагам второй разновидности — в частности, к «Саге о Стурлунгах», где Арон к тому же упоминается. С другой стороны, между временем написания (начало XIV века) и временем действия довольно большая дистанция, и автор саги стремился приукрасить описываемые события, что сближает её с «родовыми сагами». Исследователи отмечают, что эта сага могла повлиять на «Сагу о Гисли» и «Сагу о Греттире», а также испытать обратное влияние.